# Fouad Kouliyev
Fouad Kouliyev (en azéri: Fuad Quliyev), né le 6 juillet 1941 à Bakou, est un homme politique azerbaïdjanais. Il est premier ministre de mai 1995 à juillet 1996.

## Biographie
Il fait des études à l'Académie pétrolière d'état et obtient un diplôme d'ingénieur en génie pétrolier en 1963. Il travaille dans une usine de ciment de 1963 à 1965. puis dans la recherche scientifique et technique de l'industrie pétrolière jusqu'en 1973. De 1977 à 1982 il est ingénieur en chef d'une usine spécialisée dans l'air conditionné avant d'en être nommé directeur général par Heydar Aliyev le premier secrétaire du parti communiste azerbaïdjanais. Il est premier ministre adjoint d'octobre 1994 à mai 1995 puis est nommé premier ministre par le président Aliyev le 2 mai 1995. Son gouvernement déclare Sumgait zone économique libre et signe avec des compagnies pétrolières étrangères des contrats d'exploration et de développement du champ pétrolifère au Karabakh en mer caspienne. En novembre 1995 il est élu député à l'assemblée nationale. Il démissionne de son poste pour raisons de santé.